# كهدلية
كهدلية أو ذيليات القدم أو بُدوريات (الاسم العلمي: Poduridae )، فصيلة حشرات قافزة قارضة من رتبة الكهدليات. تحتوي الفصيلة على جنس واحد فقط (كهدل)، التي تتألف منه فُصيلة الكهدلاوات أحادية الطراز.
يحتوي الجنس على أربعة أنواع
- Podura aquatica Linnaeus, 1758
- Podura fuscata Koch & Berendt, 1854
- كهدلية Motschulski, 1850
- كهدلية Koch & Berendt, 1854